# Kapela sv. Antona Padovanskega, Gerlinci
Kapela svetega Antona Padovanskega (prekmursko Kapejla Svétoga Antona Paduvanskoga ali Padavanskoga) je kapela v kraju Gerlinci, spada v župnijo Pertoča, občina Cankova. 

## O kapeli
Kapela je posvečena sv. Antonu Padovanskemu, ki goduje 13. junija. 1. aprila 1861 je 88 vaščanov podpisalo posebno listino, da bodo zgradili vaško kapelo. Dano besedo so uresničili še istega leta in sezidali vaško kapelo. 
Kapela je bila leta 1961 ob stoletnici obnovljena. Druga obnova je bila v letih 1994 ko so naredili hidroizolacijo, leta 1995 so uredili fasado in notranjost, v letu 1996 pa so nabavili nove klopi in elektrificirali zvonjenje.